# Трипръст брегобегач
Трипръстият брегобегач (Calidris alba) е птица от семейство Бекасови (Scolopacidae). Среща се и в България.

## Физически характеристики
Трипръстият брегобегач е с дължина 18-20 cm и тежи около 40-100 г. Тази птица е много бледа, почти бяла, с изключение на тъмните петна на рамото. Видът на птицата, alba, преведен от латински означава „бял“.